# Culiacán
Culiacán ou Culiacán Rosales é a capital e a maior cidade do Estado de Sinaloa, no México. Localiza-se na costa do Golfo da Califórnia. Tem 1 003 530 (2020) habitantes. Foi fundada pelos espanhóis em 1531 com o nome de San Miguel de Culiacán.